# Квинт Веттий Грацилл
Квинт Веттий Грацилл (Quintus Vettius Gracilis) — гладиатор времён Римской империи.

Надгробие посвященное Квинту Веттию Грациллу

## Биография
Уроженец Римской Испании, судя по тому, что его имя состоит из трёх частей, то есть присутствует номен, был свободнорожденным.
После того, как попал в школу гладиаторов, обучался фехтованию у некого Луция Сестия Латина (Lucius Sestius Latinus).
По типу гладиаторов был фракийцем. Участвовал в сражениях в Нарбонской Галлии.
Одержал три победы.
Погиб на арене в городе Ниме, в возрасте 25 лет. Женат не был.
Так как он погиб в Нимском амфитеатре, то жить он мог не ранее I века н. э.
Луций Сестий Латин установил ему надгробную плиту, найденную в Нимском амфитеатре, только из этого надгробия, нам известна биография этого гладиатора.

TR(AECI)
Q. VETTIO GRACI
LI COR(ONARVM) TRIVM
ANNORVM XXV
NATIONE HISPAN(O)
DONAVIT L SESTIVS LATINVS

D(OCTOR)— CIL XII 3332 cf. p. 837 = ILS 5087
«Фракийцу Квинту Веттию Грациллу, который одержал три победы, 25 летнему, уроженцу Испании, Луций Сестий Латин, его учитель фехтования, посвящает это надгробие»